# Ляпино (Калужская область)
Ляпино — деревня в Мещовском районе Калужской области России. Входит в состав городского поселения «Город Мещовск».
Расположена в центральной части Калужской области в 1,5 км от Мещовска, в 14 км западнее автодороги М3 «Украина», на берегу реки Турея.

## История
В годы Великой Отечественной войны деревня была оккупирована гитлеровскими войсками. Освобождена одновременно c г. Мещовском 7 января 1942 года.
До 1949 года в центральной части деревни находилась братская могила советских солдат, погибших в боях у Ляпино. В 1949 году останки советских воинов из братских и индивидуальных могил в населенных пунктах Бедрицы, Ляпино, Мошонки, Сельня, Сенная, Федяшево и др. были перезахоронены на кладбище села Растворово Мещовского района.

## Известные уроженцы
- Дубровин, Иван Иванович (1907—1947) —  советский военачальник, полковник (1944)